# Jerry Seinfeld

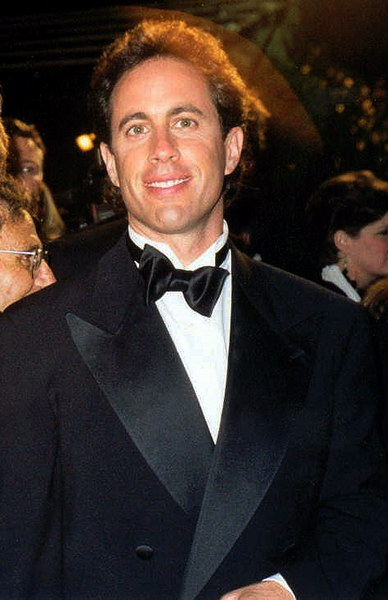
Jerry Seinfeld als Premis Emmy (1997)

Jerome Allen Seinfeld (Brooklyn, Nova York, 29 d'abril de 1954) és un comediant, monologuista, actor i escriptor estatunidenc. És recordat per la seva participació en la sitcom Seinfeld, emesa de 1989 a 1998.

## Biografia
Les seves actuacions s'han caracteritzat per un tipus d'humor basat en l'observació de fets quotidians. Nascut en Brooklyn, criat en Massapequa, afirma que el seu interès per la comèdia va començar quan tenia vuit anys i mirant la televisió se sentia fascinat en pensar que a algú li paguessin per fer riure als altres. Va començar en els clubs nocturns a partir del moment en què es va graduar de la Universitat de Queens. En principi es va dedicar a fer representacions gratuïtes, només per perfeccionar la seva actuació.
En aquells moments per sobreviure va recórrer a una varietat de treballs estranys com vendre il·legalment bombetes per telèfon i vendre joies falses al carrer. Malgrat tot mai va perdre de vist el seu objectiu: Tota la meva vida he estat tractant de riure'm... estic obsessionat amb aquest moviment. Quan estàs rient, has deixat el teu cos, has deixat el planeta... és una experiència increïble. El seu treball va rendir fruits quan es va convertir en un convidat regular dels programa Late Night With David Letterman i The Tonight Show. El seu primer especial va ser Jerry Seinfeld's Stand-up Confidential, transmès en HBO durant 1987-1988. En la primavera de 1991 Jerry va ser el conductor de Spy TV: How To Be Famous per al canal NBC i Aspen Comedy Festival per Showtime.
En 1989 li van donar l'oportunitat de tenir la seva pròpia comèdia en un canal. Amb el seu company Larry David (que va ser usat com a model pel personatge del neuròtic George Costanza) van presentar la idea d'un "programa sobre res" dedicant cada mitja hora del programa a esdeveniments trivials. El programa va ser acceptat i al principi es deia Seinfeld Chronicles, però després es va passar a anomenar simplement Seinfeld.
Seinfeld és conegut pel seu humor observacional, generalment sobre les relacions entre persones i la incomoditat amb les obligacions socials. El Comedy Central el va considerar un dels dotze comediants verbals més importants de la història en el seu especial The 100 Greatest Standups Of All Times.

## Filmografia

### Cinema
- The Ratings Game (1984)
- Pros & Cons (1999)
- Comedian (2002)
- A Uniform Used to Mean Something (2004)
- Hindsight Is 20/20 (2004)
- Bee Movie (2007) (veu, productor i guionista)

### Televisió
- Benson (1980)
- Seinfeld (1989–1998)
- The Larry Sanders Show (1993, 1998)
- NewsRadio (1997)
- I'm Telling You for the Last Time (1998)
- Dilbert (2000)
- Curb Your Enthusiasm (2004)
- 30 Rock (2007)
- Curb Your Enthusiasm (2009)
- The Marriage Ref (2010)

## Premis i nominacions

### Premis
- 1993. Emmy a la millor sèrie còmica per Seinfeld
- 1994. Globus d'Or al millor actor en sèrie còmica o musical per Seinfeld

### Nominacions
- 1991. Emmy al millor guió de sèrie còmica per Seinfeld
- 1992. Emmy a la millor sèrie còmica per Seinfeld
- 1992. Emmy al millor actor en sèrie còmica per Seinfeld
- 1993. Emmy al millor actor en sèrie còmica per Seinfeld
- 1994. Emmy a la millor sèrie còmica per Seinfeld
- 1994. Emmy al millor actor en sèrie còmica per Seinfeld
- 1995. Globus d'Or al millor actor en sèrie còmica o musical per Seinfeld
- 1995. Emmy a la millor sèrie còmica per Seinfeld
- 1995. Emmy al millor actor en sèrie còmica per Seinfeld
- 1996. Globus d'Or al millor actor en sèrie còmica o musical per Seinfeld
- 1996. Emmy a la millor sèrie còmica per Seinfeld
- 1996. Emmy al millor actor en sèrie còmica per Seinfeld
- 1997. Emmy a la millor sèrie còmica per Seinfeld
- 1998. Globus d'Or al millor actor en sèrie còmica o musical per Seinfeld
- 1998. Emmy a la millor sèrie còmica per Seinfeld
- 1999. Emmy al millor especial de varietats, musical o còmic per Jerry Seinfeld: 'I'm Telling You for the Last Time'